# Botswana i olympiska sommarspelen 2012
Botswana deltog i olympiska sommarspelen 2012 som ägde rum i London i Storbritannien mellan den 27 juli och den 12 augusti 2012.

## Medaljörer
| Medalj | Namn       | Sport     | Gren            |
| ------ | ---------- | --------- | --------------- |
| Silver | Nijel Amos | Friidrott | Herrarnas 800 m |

## Boxning
- Huvudartikel: Boxning vid olympiska sommarspelen 2012

Herrar
| Boxare      | Gren     | Sextondelsfinal       | Åttondelsfinal       | Kvartsfinal          | Semifinal            | Final                | Final            |
| Boxare      | Gren     | Motståndare Resultat  | Motståndare Resultat | Motståndare Resultat | Motståndare Resultat | Motståndare Resultat | Placering        |
| ----------- | -------- | --------------------- | -------------------- | -------------------- | -------------------- | -------------------- | ---------------- |
| Oteng Oteng | Flugvikt | Cintrón (PUR) L 12–14 | Gick inte vidare     | Gick inte vidare     | Gick inte vidare     | Gick inte vidare     | Gick inte vidare |

## Friidrott
- Huvudartikel: Friidrott vid olympiska sommarspelen 2012

- Notera – Placeringar gäller endast den tävlandes eget heat
- Q = Kvalificerade sig till nästa omgång via placering
- q = Kvalificerade sig på tid eller, i fältgrenarna, på placering utan att ha nått kvalgränsen
- NR = Nationellt rekord
- N/A = Omgången inte möjlig i grenen
- Bye = Idrottaren behövde inte delta i omgången

Herrar
Bana och väg
| Idrottare     | Gren  | Heat     | Heat      | Semifinal        | Semifinal        | Final            | Final            |
| Idrottare     | Gren  | Resultat | Placering | Resultat         | Placering        | Resultat         | Placering        |
| ------------- | ----- | -------- | --------- | ---------------- | ---------------- | ---------------- | ---------------- |
| Isaac Makwala | 400 m | 45.67    | 4         | Gick inte vidare | Gick inte vidare | Gick inte vidare | Gick inte vidare |
| Nijel Amos    | 800 m | 1:45.90  | 1 Q       | 1:44.54          | 2 Q              | 1:41.73          | 2                |

Damer
Bana och väg
| Idrottare       | Gren  | Heat     | Heat      | Semifinal | Semifinal | Final    | Final     |
| Idrottare       | Gren  | Resultat | Placering | Resultat  | Placering | Resultat | Placering |
| --------------- | ----- | -------- | --------- | --------- | --------- | -------- | --------- |
| Amantle Montsho | 400 m | 50.40    | 1 Q       | 50.15     | 1 Q       | 49.75    | 4         |